# Marco Liefke
Marco Liefke (* 15. Juli 1974 in Schwerin) ist ein ehemaliger deutscher Volleyballspieler.
Von 1987 bis 1992 war Marco Liefke Volleyballspieler beim SC Traktor Schwerin bzw. Schweriner SC. Danach spielte er beim Moerser SC (Deutscher Pokalsieger 1993), bei Noliko Maaseik (Belgischer Meister und Pokalsieger 1998), beim SCC Berlin (Deutscher Pokalsieger 2000 und Deutscher Meister 2003 und 2004), in Italien bei Salento D'Amare Taviano, in Polen bei Jadar Sport Radom und zuletzt bei Generali Haching (Deutscher Pokalsieger 2009 und 2010).
Marco Liefke war 225-facher deutscher Nationalspieler. Im Jahre 2002 traten bei ihm Herzrhythmusstörungen auf, die seine Sportkarriere beinahe beendet hätten. Aber nach erfolgreicher Herzoperation im November 2002 gelang Marco Liefke mit dem Gewinn der deutschen Meisterschaft 2003 ein großartiges Comeback.
Marco Liefke ist heute Landestrainer in Mecklenburg-Vorpommern.